# Festività della Chiesa ortodossa
Le principali festività della Chiesa cattolica sono suddivise in dodici grandi feste e cinque festività maggiori.

## Grandi feste ortodosse
- 6 gennaio: Santa Teofania e Battesimo del Signore
- 2 febbraio: Ingresso al Tempio del Signore
- 25 marzo: Santa Annunciazione
- Ingresso del Signore a Gerusalemme
- Ascensione del Signore
- Pentecoste
- 6 agosto: Santa Trasfigurazione
- 15 agosto: Dormizione della Tuttasanta Deìpara
- 8 settembre: Natività della Tuttasanta Deìpara
- 14 settembre: Esaltazione della Croce del Signore
- 21 novembre: Ingresso al Tempio della Tuttasanta Deìpara
- 25 dicembre: Natività di Cristo

## Festività maggiori
- 1º gennaio: Circoncisione del Signore e festa di San Basilio il Grande
- 24 giugno: Natività di San Giovanni il Precursore
- 29 giugno: Santi Corifei degli Apostoli Pietro e Paolo
- 29 agosto: Decapitazione di San Giovanni il Precursore
- 1º ottobre: Protezione della Tuttasanta Deìpara